# Haltepunkt Düsseldorf-Oberbilk
Der Haltepunkt Düsseldorf-Oberbilk ist ein Haltepunkt an der Bahnstrecke Köln–Duisburg, der etwa 3 Kilometer südlich von Düsseldorf Hauptbahnhof im Düsseldorfer Stadtteil Oberbilk liegt.
Der Haltepunkt wurde 1968 mit der Inbetriebnahme der S-Bahn Düsseldorf–Langenfeld (Rheinland) eröffnet. 

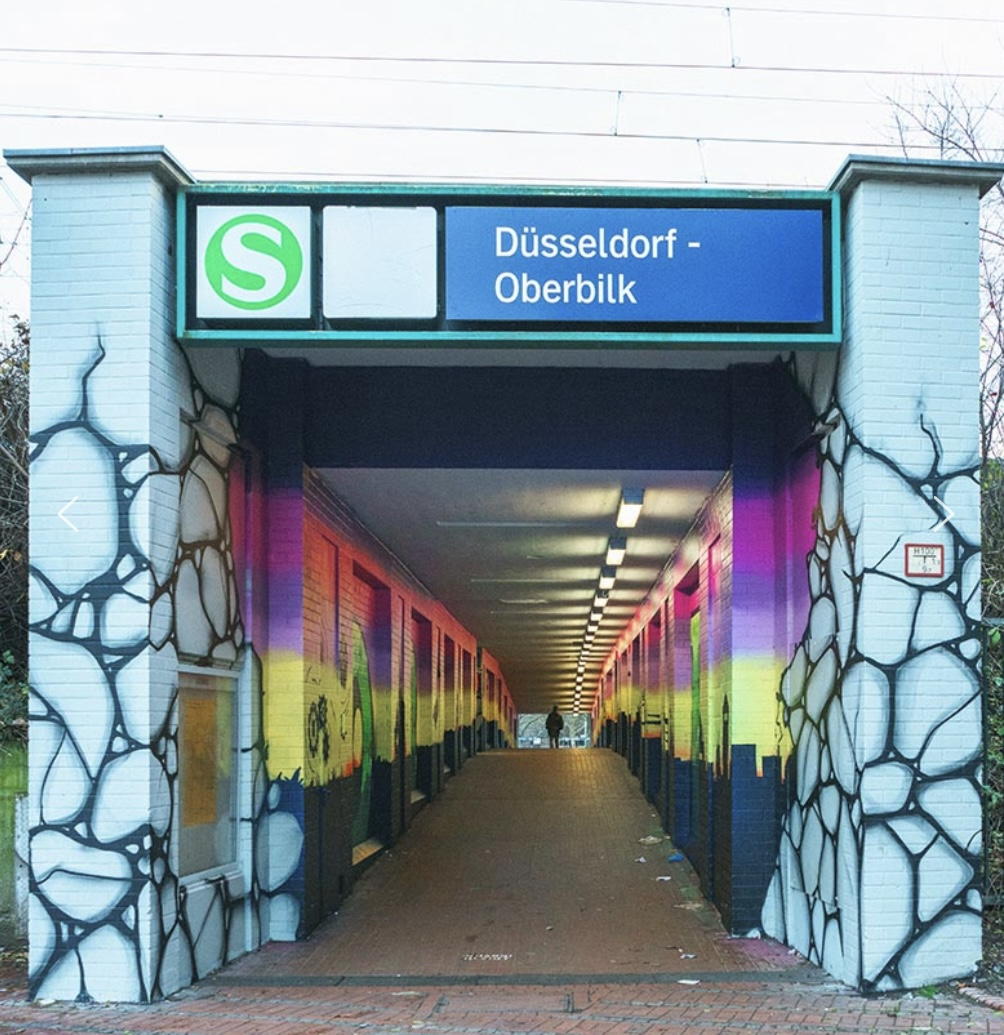
Gestaltung am Haltepunkt Düsseldorf-Oberbilk

2020 wurde die Fußgängerunterführung im Rahmen eines Aufwertungsprogramms der Deutschen Bahn künstlerisch gestaltet.

## Lage

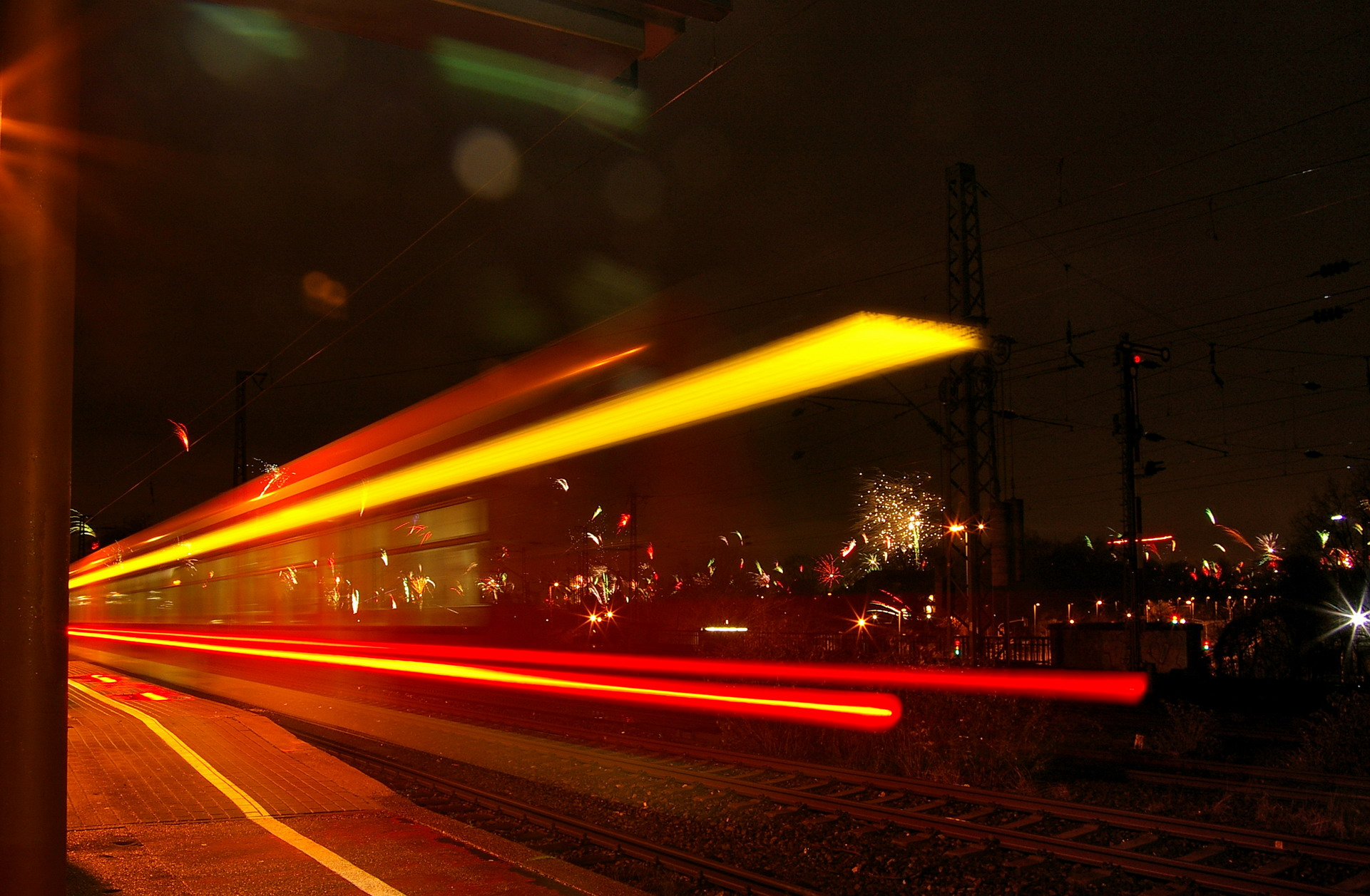
Einfahrender S-Bahn-Zug in der Silvesternacht

Der Haltepunkt liegt in zentraler Lage zwischen den Stadtteilen Bilk, Oberbilk und Lierenfeld. Er besitzt einen Mittelbahnsteig und befindet sich in Hochlage oberhalb der Siegburger Straße. Es gibt nur am Westende einen Zugang, dieser führt in einen kurzen Fußgängertunnel unterhalb der DB-Gleise. Nördlich des Tunnels liegen die unterirdische Stadt- und die Straßenbahnhaltestelle Oberbilk S-Bahn, südlich befinden sich die Düsseldorfer Eventhalle Mitsubishi Electric Halle und der Volksgarten.

## Verknüpfungspunkt
Östlich des Haltepunktes liegt auf Straßenebene die Straßenbahnhaltestelle Oberbilk S. Sie besteht aus zwei Seitenbahnsteigen.
Unterhalb der Straße befindet sich die U-Bahn-Station Oberbilk S.
Im Jahr 2002 lag die Zahl der Ein-, Aus- und Umsteiger bei ca. 15.000 bis 20.000 je Werktag.

## Verkehr
2023 wird der Haltepunkt von drei Linien der S-Bahn angefahren.
| Linie | Verlauf | Takt |
| ----- | --- | --- |
| S 1   | Solingen Hbf – SG-Vogelpark – Hilden Süd – Hilden – D-Eller – D-Eller Mitte – D-Oberbilk – D-Volksgarten – Düsseldorf Hbf – D-Wehrhahn – D-Zoo – D-Derendorf – D-Unterrath – D-Flughafen – Angermund – DU-Rahm – DU-Großenbaum – DU-Buchholz – DU-Schlenk – Duisburg Hbf – MH-Styrum – Mülheim (Ruhr) Hbf – E-Frohnhausen – Essen West – Essen Hbf – E-Steele – E-Steele Ost – E-Eiberg – Wattenscheid-Höntrop – BO-Ehrenfeld – Bochum Hbf – BO-Langendreer West – BO-Langendreer – DO-Kley – DO-Oespel – DO-Universität – DO-Dorstfeld Süd – DO-Dorstfeld – Dortmund Hbf Stand: Fahrplanwechsel Dezember 2023                                                              | 30 min 20 min (Solingen–Duisburg wochentags) 15 min (Essen–Dortmund wochentags)                                                                 |
| S 6   | Essen Hbf – Essen Süd – E-Stadtwald – E-Hügel – E-Werden – Kettwig – Kettwig Stausee – Hösel – Ratingen Ost – D-Rath – D-Rath Mitte – D-Derendorf – D-Zoo – D-Wehrhahn – Düsseldorf Hbf – D-Volksgarten – D-Oberbilk – D-Eller Süd – D-Reisholz – D-Benrath – D-Garath – D-Hellerhof – Langenfeld-Berghausen – Langenfeld (Rheinland) – Lev.-Rheindorf – Lev.-Küppersteg – Leverkusen Mitte – Lev.-Chempark – K-Stammheim – K-Mülheim – K-Buchforst – K-Messe/Deutz – Köln Hbf – K-Hansaring – K-Nippes (– K-Geldernstr./Parkgürtel – K-Longerich – K-Volkhovener Weg – K-Chorweiler – K-Chorweiler Nord – K-Blumenberg – K-Worringen) Stand: Fahrplanwechsel Dezember 2023 | 20 min (werktags) 30 min (sonn-/feiertags, Essen–Düsseldorf auch samstags) Nippes–Worringen nur werktags 5–20 Uhr und sonn-/feiertags 11–21 Uhr |
| S 68  | W-Vohwinkel – Haan-Gruiten – Hochdahl-Millrath – Hochdahl – Erkrath – D-Gerresheim – D-Flingern – Düsseldorf Hbf – D-Volksgarten – D-Oberbilk – D-Eller Süd – D-Reisholz – D-Benrath – D-Garath – D-Hellerhof – Langenfeld-Berghausen – Langenfeld (Rheinland) Stand: Fahrplanwechsel Dezember 2023 | 20 min (nur zur HVZ) |

Zwei Stadtbahnlinien halten im unterirdischen U-Bahnhof Oberbilk S.
| Linie | Verlauf | Takt                                      |
| ----- | --- | ----------------------------------------- |
|       | Krefeld, Rheinstraße1 – Krefeld Hbf – Dießem – Königshof – Fischeln – KR-Fischeln, Grundend – Osterath, Görgesheide2 – Hoterheide – Kamperweg – Bovert – Haus Meer – Forsthaus – Büderich, Landsknecht – Düsseldorf-Lörick3 – Löricker Straße – Lohweg – Prinzenallee – Heerdter Sandberg – Comenius-Gymnasium – Belsenplatz – Barbarossaplatz – Luegplatz – Tonhalle/Ehrenhof – U Heinrich-Heine-Allee – U Steinstraße/Königsallee – U Oststraße – U Düsseldorf Hbf – U Oberbilker Markt/Warschauer Straße – U Ellerstraße – U D-Oberbilk – Kaiserslautener Straße – Provinzialplatz – Werstener Dorfstraße – Opladener Straße – Ickerswarder Straße – Elbruchstraße – D-Holthausen4 Hochflurbetrieb der Rheinbahn; ehemalige K-Bahn; Abschnitt 3–4 dieser Linie gehört zum Düsseldorfer Nachtnetz; in den Schulferien gilt ein besonderer Fahrplan. Abweichender Takt: Abschnitt 3–4: Mo–Sa 21–0 Uhr und So alle 15 Minuten; Abschnitt 1–3: Mo–Sa 21–0 Uhr und So alle 30 Minuten | 20 min (1-3) 10 min (3-4)                 |
|       | ( U DU-Meiderich Bf 1 – U Auf dem Damm – ) U Duissern2 – U Duisburg Hbf – U König-Heinrich-Platz – U Steinsche Gasse – Platanenhof – Musfeldstraße – Kremerstraße – Karl-Jarres-Straße – Grunewald – Grunewald Betriebshof – Kulturstraße – Im Schlenk – Waldfriedhof – Münchener Straße – Sittardsberg – Mühlenkamp – St. Anna Krankenhaus – Angerbogen (nie in Betrieb genommen) – DU-Kesselsberg3 – D-Froschenteich – Wittlaer4 – Am Mühlenacker – Kalkumer Schlossallee – Klemensplatz – Kittelbachstraße – Alte Landstraße – Lohausen – Freiligrathplatz – Messe Ost/Stockumer Kirchstraße – Nordpark/Aquazoo – Reeser Platz – Theodor-Heuss-Brücke – Golzheimer Platz – Kennedydamm – U Victoriaplatz/Klever Straße – U Nordstraße – U Heinrich-Heine-Allee – U Steinstraße/Königsallee – U Oststraße – U Düsseldorf Hbf 5 (– U Oberbilker Markt/Warschauer Straße – U Ellerstraße – U D-Oberbilk – Kaiserslauterner Straße – Provinzialplatz – Werstener Dorfstraße – Südpark – D-Universität Ost/Botanischer Garten6 ) Hochflurbetrieb der Rheinbahn und DVG; ehemalige D-Bahn; Abschnitt 4–5 gehört zum ; in den Schulferien gilt ein besonderer Fahrplan. 15-Minuten-Takt auch im Abschnitt 2–6 Sa 5–19 Uhr und im Abschnitt 4–5 Mo–Fr 21–0 Uhr (ab 29.08.2018, davor 20–0 Uhr), Sa 20–0 Uhr und So 5–0 Uhr 30-Minuten-Takt im Abschnitt 2–6 Mo–Fr 19–22 Uhr und Sa 7–20 Uhr und im Abschnitt 1–2 Sa 9–18 Uhr und So 12–19 Uhr | 15 min (1–3) 10/20 min (3–4) 10 min (4–6) |

An der Straßenbahnhaltestelle verkehrt die Linie 701.
| Linie | Verlauf | Takt   |
| ----- | --- | ------ |
| 701   | D-Rath, DOME/Am Hülserhof1 – PSD Bank Dome – Wahlerstr./JVA – D-Rath 2 – D-Rath Mitte – Mörsenbroich, Heinrichstraße 3 – Derendorf – Derendorf, Rather Straße/Hochschule HSD – Pempelfort, Dreieck4 – Venloer Str. – Nordstraße – Pempelfort, Sternstraße – Stadtmitte, Schadowstraße – Steinstraße – Stadtmitte, Berliner Allee4 – D-Friedrichstadt, Helmholtzstraße – Sonnenstraße (Friedrichstadt ) – Oberbilk, Kruppstraße – D-Oberbilk – Lierenfeld, Schlesische Straße – D-Eller Mitte – Eller, Vennhauser Allee 5 Betrieb im Standardtakt der Düsseldorfer Straßenbahnen; weitere Haltestellen nur im Abschnitt 2–5, aber alle Umsteigehaltestellen sind aufgeführt. | 10 min |